# Ревеко, Хуан Карлос
Хуа́н Ка́рлос Реве́ко (англ. Juan Carlos Reveco) (род. 25 августа 1983 года в Маларгуэ, Мендоса, Аргентина) — аргентинский боксёр-профессионал, выступающий в наилегчайшей весовой категории. Чемпион Аргентины 2002 года в весовой категории до 48 кг в любительских соревнованиях. Чемпион мира по версии WBA в первом наилегчайшем (2007 год, c 15.08.2009 по 28.08.2010 — временный титул, с 28.08.2010 по 04.02.2011) и наилегчайшем (с 10.06.2011 по 17.11.2012 — временный титул, с 17.11.2012 по 22.04.2015) весах, чемпион Латинской Америки по версии WBA Fedelatin в первом наилегчайшем весе (2006—2007 годы, 2008—2009 годы).